# Taraju (Taraju)
Taraju is een bestuurslaag in het regentschap Tasikmalaya van de provincie West-Java, Indonesië. Taraju telt 3182 inwoners (volkstelling 2010).